# Капринат натрия
Капринат натрия — химическое соединение,
соль натрия и каприновой кислоты с формулой C9H19COONa,
бесцветные кристаллы,
растворяется в воде.

## Получение
- Нейтрализация каприновой кислоты гидроксидом натрия:

{\displaystyle {\mathsf {NaOH+C_{9}H_{19}COOH\ {\xrightarrow {}}\ C_{9}H_{19}COONa+H_{2}O}}}

## Физические свойства
Капринат натрия образует бесцветные кристаллы
ромбической сингонии,

параметры ячейки a = 0,74 нм, b = 2,49 нм, c = 0,49 нм, Z = 4.
Растворяется в воде.

## Применение
- В фармакологии.